# Terme romane di Monfalcone
Le Terme romane di Monfalcone costituiscono uno dei poli termali della regione. Costruite in età romana, dopo continui periodi di abbandono e riutilizzo, sono dal 2014 ritornate in funzione.

## Storia

### Le origini e l'età Romana
L'area del monfalconese è sempre stata una prestigiosa località per l'antica civiltà romana, data la presenza di numerose ville nell'area dell'odierna città. Data l'importanza del territorio, all'epoca sono state costruite delle terme per i signori che frequentavano la zona. Si hanno infatti testimonianze scritte della struttura già in età romana, data anche la presenza dell'edificio sulla Tavola Peutingeriana, a prova del rinomato nome che essa aveva. Si dice che le Terme siano state visitate da illustri personaggi dell'antichità, quali Plinio il Vecchio e l'imperatrice Livia.

### Dalla decadenza di Aquileia al rinascimento
Il funzionamento della struttura termale è proseguito sino alla decadenza di Aquileia, nel 452 d.C., quando l'edificio venne distrutto da Attila, Re degli Unni. Il sito, ormai distrutto e in rovina, è stato riattivato solamente nel periodo rinascimentale, precisamente nel 1433, periodo del restauro del Porto di Monfalcone, quando è stato rilevato dal Magnificus Pretor di Venezia Francesco Nani, che raccolse le acque termali in una cisterna.

### Dalla riattivazione al novecento
L'uso della cisterna di Francesco Nani proseguì ininterrotto sino al 1799 quando, per via delle incalzanti guerre tra Veneziani e le incursioni degli Uscocchi, due fratelli monfalconesi rilevarono il sito, affittandolo dal Comune, e costruirono un edificio provvisto di vasche in legno attorno alla famosa cisterna di Nani.
Dopo la morte dei fratelli, le Terme vennero rilevate da Francesco Ostrogovich, che costruì un edificio in muratura inaugurato nel 1840. Successivamente, la struttura ricevette numerosi miglioramenti strutturali e "tecnologici".
Proprio in questo periodo, esattamente il 5 ottobre 1881, Sir Richard Francis Burton dedicò alle Terme di Monfalcone il saggio Aqua dei et vitae, il cui titolo si ispira ad un'antica iscrizione romana su una lastra di metallo rinvenuta nel sito. Nel saggio, Burton descrive la struttura e l'acqua termale, elogiandone le proprietà curative.

### Le guerre del novecento e il declino
La struttura venne distrutta durante la Prima Guerra Mondiale, radendo al suolo il precedente edificio. Ricostruite nell'intervallo tra le due guerre, le Terme non ebbero mai un vero rilancio, ma vennero lasciate abbandonate. Durante la Seconda Guerra Mondiale vennero adibite saltuariamente a rifugio per i bombardamenti e a base militare, incontrando il definitivo declino e abbandono negli anni '70. Durante il periodo di abbandono, la struttura non venne dimenticata dai cittadini, che continuavano a farne uso, immergendosi in vasche rozzamente ricavate in cavità naturali sotto le rovine dell'edificio.

### Il rilancio
Dopo circa cinquant'anni di totale abbandono, l'edificio è stato sottoposto ad una totale ristrutturazione, mantenendo però lo stile architettonico che aveva nel periodo dell'ultimo splendore prima dei conflitti mondiali. Già dal 2004 si è cominciato a ipotizzare una riapertura del sito, che versava in condizioni di totale declino, fino ad arrivare ai progetti definitivi e al via vero e proprio dei lavori nel 2010.
Il nuovo impianto è stato inaugurato nel dicembre del 2013 e dall'inizio del 2014 è in utilizzo.

## Le acque termali
Le acque che vengono usate presso lo stabilimento termale sgorgano ad una temperatura di 39° e ad una profondità di circa 200 metri e sono definite tecnicamente “solfureo-salso-solfato-alcalino-terrose”. Sono indicate per curare patologie che riguardano ossa, pelle e apparato circolatorio. La vaporizzazione delle acque e l'assunzione tramite aerosol inoltre è ottimale per la cura di patologie all'apparato respiratorio.

## Lo stabilimento oggi
Le Terme romane di Monfalcone sono oggi principalmente un centro di cura e riabilitazione (grazie anche alla convenzione con il sistema sanitario regionale), ma sono anche fruibili per chi volesse semplicemente un momento di relax e benessere.
Lo stabilimento, ad oggi, è dotato di vasche individuali e piscine riabilitative e di relax, strumentazioni per aerosol terapia, palestra, sale di fisioterapia, ambulatori di diagnostica e altri servizi.
Le cure CONVENZIONATE con il SSN sono le seguenti: inalazioni e aerosol, bagni termali in vasca singola con leggero idromassaggio e ozono.
Dal 2018 è stato aperto anche il reparto di estetica ed l'ambulatorio medico di dermatologia.

## Le antiche terme
Ad oggi, nell'area delle nuove terme, si possono vedere delle mura risalenti alle antiche terme costruite in epoca romana. Le rovine rappresentano un'importante testimonianza della presenza e, più approfonditamente, della fattezza dell'edificio delle antiche terme romane.